# Simon Gallup

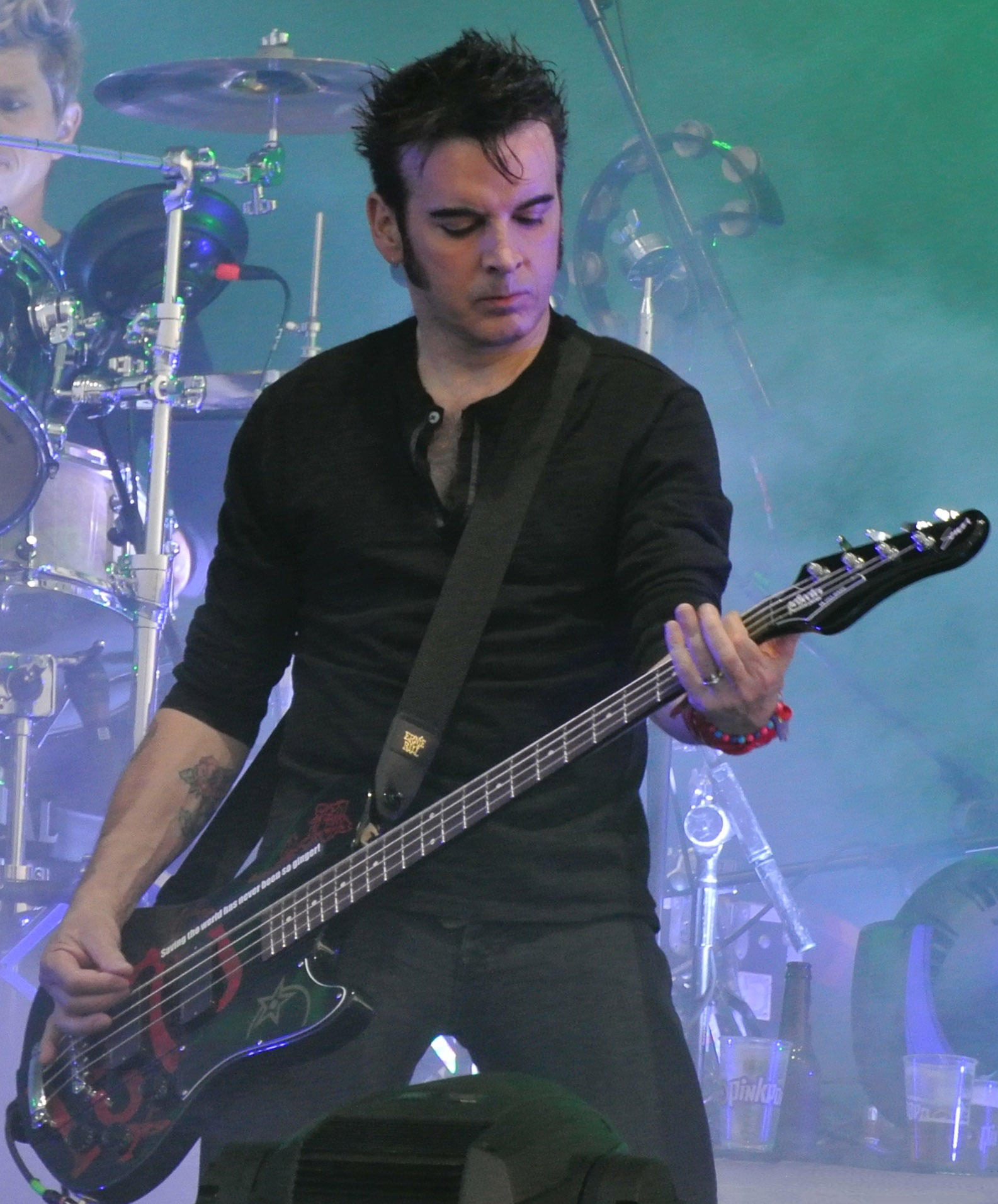
Simon Gallup, 2012

Simon Johnathon Gallup (* 1. Juni 1960 in Duxhurst, Surrey) ist ein britischer Musiker. Seit 1979 ist er – mit einer Unterbrechung von Sommer 1982 bis Frühjahr 1985 – der Bassist der Rockband The Cure.
Er hat vier ältere Geschwister, drei Brüder, eine Schwester. 1961 zog die Familie nach Horley/Surrey um, dort besuchte Simon Gallup die Grundschule von 1965 bis 1971 und danach die Gesamtschule bis 1976. Nach der Schule arbeitete er bis 1979 in einer Kunststofffabrik.
Außer bei The Cure spielte Gallup Bass bei The Magazine Spies und Lockjaw. Während seiner Pause bei The Cure war er Gründungsmitglied der Gruppe Cry, die sich später in Fools Dance umbenannte und mit der er zwei EPs sowie mehrere Singles veröffentlichte.